# Pierre Jacquinot
Pour les articles homonymes, voir Jacquinot.
Pierre Jacquinot, né à Frouard (Meurthe-et-Moselle) le 18 janvier 1910 et mort à Fontenay-lès-Briis le 22 septembre 2002,, est un physicien français.

## Biographie
Pierre Jacquinot est le fils d'un officier, tué à 40 ans en 1916 ,. Étudiant à la faculté des sciences de Nancy, il obtient la licence ès sciences physiques en 1930 et est reçu premier au concours d'agrégation de sciences physiques en 1932.
Préparateur à la faculté des sciences de Nancy de 1931 à 1933, il part ensuite à Paris, sur les conseils de François Croze comme boursier de recherches de la Caisse nationale des sciences au Laboratoire du grand électro-aimant à Bellevue, où il prépare, sous la direction d'Aimé Cotton, une thèse pour le doctorat ès sciences physiques sur l’effet Zeeman dans les champs magnétiques intenses. Il la soutient à la faculté des sciences de l'université de Paris en 1937. Il est alors nommé chargé de recherches de la Caisse nationale de la recherche scientifique, puis maître de recherches en 1941.
Il part l'année suivante à Clermont-Ferrand où il a été nommé maître de conférences à la faculté des sciences, il est chargé du service de la chaire de physique de 1942 à 1944 et obtient le titre de professeur sans chaire. Il revient à Paris en 1946 comme maître de conférences de physique pour le PCB comme suppléant de Jean Laval, puis obtient une maîtrise de conférences permanente au PCB l'année suivante, la suppléance allant à Jean-Paul Mathieu. Il obtient le titre de professeur sans chaire en 1950, est nommé professeur titulaire à titre personnel en 1952, et professeur titulaire de la chaire de spectroscopie (créée en 1920 pour Aimé Cotton, François Croze en était le précédent titulaire) en 1954.
Il réalise ses activités de recherche au sein du laboratoire du Grand électro-aimant de Bellevue, qui devient le laboratoire Aimé-Cotton après qu'il en est devenu le directeur en 1951. Sous son impulsion, Derek Jackson met en évidence la structure fine des isotopes de l'Indium et du Gallium, Pierre Connes et Janine Connes développent la spectrométrie par transformation de Fourier, avec leurs élèves Hervé Delouis, Guy Guelachvili, Jean-Pierre Maillard, Guy Michel et Jacques Pinard.
De 1962 à 1969, il est directeur général du CNRS. Il invente alors le concept de laboratoire associé. Il devient ensuite président de l'Institut d'optique théorique et appliquée (SupOptique) succédant à Alfred Kastler et devient professeur à l'université Paris-XI.
Il prend sa retraite de l'enseignement en 1978. De 1980 à 1982, il préside l'Académie des sciences. En 1937, il a épousé Françoise Touchot qui est connue pour sa monographie sur l'économie de la Lorraine; elle est décédée en 1986.

## Distinctions
- 1950 : Prix Holweck
- 1962 : Prix Jaffé de l'Institut de France
- Grand Prix de la Ville de Paris
- 1966 : Élection à l'Académie des sciences (division des académiciens libres)
- 1978 : Médaille d'or du CNRS[8]
- 1979 : Commandeur dans l'ordre de la Légion d'honneur
- 1981 : Président de l'Académie des sciences
- 1992 : Grand Croix de l'ordre national du Mérite